# 努爾阿斯塔納清真寺
努爾阿斯塔納清真寺是哈薩克斯坦首都努尔-苏丹（原名阿斯塔納）的一所清真寺，也是哈薩克斯坦，以至中亞最大的清真寺。座落於伊希姆河左岸。
樓高40公尺，象徵先知穆罕默德接受《古蘭經》的年紀，而四座宣禮塔的高度為63公尺，即穆罕默德在世的歲月。本寺可容納5,000人聚禮，包括可以容納2,000人聚禮的室外空間。
清真寺是由卡塔爾政府贊助興建。2005年動工、2008年啟用。